# Psoglav

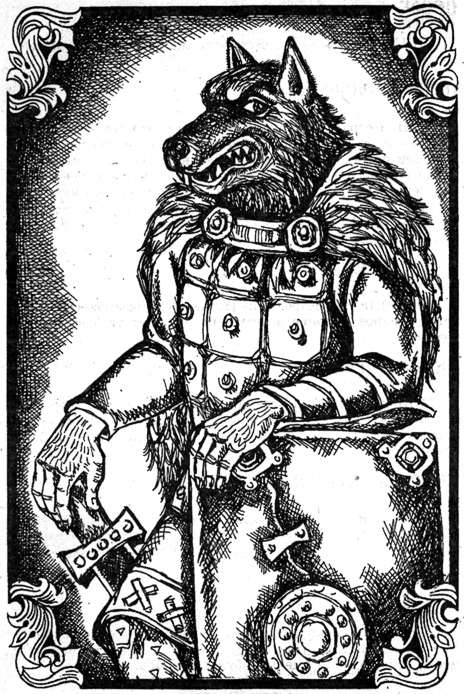
Psoglav

Psoglav (serbe : Псоглави, littéralement tête de chien) est une créature légendaire démoniaque dans la mythologie serbe. La croyance en son existence s'étendait aussi à des parties de la Bosnie et du Monténégro en passant par la Slovénie . Psoglav possède un corps humain avec des sabots de cheval, une tête de chien avec des dents en fer, et un œil unique situé sur le front.
Psoglav était décrit comme vivant dans des grottes ou des endroits sombres qui contenaient de nombreuses pierres précieuses, sans lumière du soleil. Il pratique l'anthropophagie et déterre même les corps de leur tombe pour les manger. Dans la langue croate, le terme est Psoglavac. Il existe de nombreuses légendes à propos de ces créatures, en particulier dans la région de l'Istrie, en Croatie.